# Riza (álbum)
Riza ("Raíz" ρίζα en griego) es el primer álbum de estudio y álbum debut de la banda griega de folk rock Villagers of Ioannina City. Lanzado por Mantra Records el 1 de abril de 2014.

## Composición y grabación
Riza incluye algunos temas del álbum anterior; Echoes, Nova, Skaros y Krasi, así como una versión lírica de Tabourla con la participación de Heracles Kakavos (Ioannina’s Nobody). Parte de la canción "St. Triad" incluye una adaptación de la canción "Echo Zali" de Tasos Zoumpas.
Los samples de la canción 'Riza' fueron tomados de los documentales 'Pogonisia Polyphonika' y 'Pogonisios', del show 'Ellinon Dromena', dirigido por Antonis Tsavalos. El álbum fue lanzado en formato digital, también en una edición limitada de 500 copias en vinilo y otras 500 en CD. Para promocionar el álbum, el grupo hizo una gira local pasando por Tesalónica, Larisa, Volos, Tríkala, Patras y Atenas mientras participaban en el festival Way Of West en Drepano, el festival Antiracist en Atenas y el Festival Rockwave en Malakasa. El proceso de grabación empezó en el estudio Magnanimous studio, en Tesalónica en enero de 2010, y terminó en enero de 2014.

## Lista de canciones
| N.º | Título                            | Duración |  |
| 1.  | «Kalesma»                         | 1:29     |  |
| 2.  | «Echoes»                          | 3:43     |  |
| 3.  | «Nova»                            | 6:52     |  |
| 4.  | «Jiannim»                         | 7:45     |  |
| 5.  | «Tabourla» (ft Ioannina’s Nobody) | 5:37     |  |
| 6.  | «Krasi»                           | 6:41     |  |
| 7.  | «Ti kako»                         | 9:31     |  |
| 8.  | «Perdikomata»                     | 8:46     |  |
| 9.  | «Chalasia» (ft G. Mistis)         | 6:59     |  |
| 10. | «Skaros»                          | 3:54     |  |
| 11. | «St. Triad»                       | 9:54     |  |
| 12. | «Riza»                            | 2:00     |  |

## Formación
- Alex Karametis - guitarra, voz
- Akis Zois - bajo
- Aris Giannopoulos - batería
- Giannis Haldoupis - clarinete

### Créditos
- Katerina Konstantinou - voz
- Tasos Zoumpas - composición
- George Pentzikis - ingeniero de sonido
- George Pentzikis - mezclas, producción
- Masterizado por Giannis Christodoulatos en Sweetspot Studios
- Carátula de Diogenis Hantzopoulos